# GRB 130427A
GRB 130427A va ser un esclat de raigs gamma rècord, descobert iniciant-se el 27 d'abril de 2013. L'observatori espacial Fermi va detectar un raig gamma amb una energia d'almenys 94000 milions d'electró-volts. Va ser detectat simultàniament pel Burst Alert Telescope a bord del telescopi Swift i va ser un dels esclats més brillants detectats pel Swift. Va ser un dels cinc GRBs més propers, a una distància de 3600 milions d'anys llum, i va ser comparativament de llarga durada.
| «      | El Large Area Telescope (LAT) del Fermi va registrar un raig gamma amb una energia d'almenys 94 giga electronvolts (GeV), o unes 35000 milions de vegades l'energia de la llum visible, i unes tres vegades més gran que registres previs del LAT. L'emissió de GeV de l'esclat va durar hores, i va romandre detectable pel LAT per gran part del dia, establint un nou rècord per a l'emissió de raigs gamma més llarg en un GRB. | » |
| — NASA | |   |

L'observatori espacial Swift també va observar l'esclat, determinant ràpidament la seva ubicació.
L'emissió també va ser detectada utilitzant la radiació de ràdio, infraroig i visible des dels telescopis terrestres utilitzant la ubicació en el cel proporcionada pel Swift. L'esclat va ser observat amb un telescopi òptic de 350mm i es va mesurar la seva brillantor. La magnitud aparent visible va disminuir de 13 a 15,5 en un període de tres hores començant a les 08:05:12 UTC el 27 d'abril de 2013. El Catalina Real-time Transient Survey també va detectar l'esclat òpticament, independentment de l'alerta. Va rebre la designació CSS130502:113233+274156. Es va trobar en ascensió recta 11:32:32.90, i declinació +27:41:56.5 (J2000).
El catàleg SDSS mostra una galàxia (SDSS J113232.84+274155.4) gairebé coincident amb aquesta posició a una magnitud r=21,26 però sense obtindre espectre SDSS.